# 大处古建筑群
大处古建筑群，位于中华人民共和国浙江省衢州市常山县芳村镇。该建筑群由“一祠二坊三桥”构成，分别是郑氏宗祠、戴氏节孝坊、魏氏节孝坊、同善桥、乐济桥、登高桥。
2017年1月19日，大处古建筑群被列入第七批浙江省文物保护单位，该文物保护单位是一座古建筑。